# Judikje Simons
Judikje Simons (L'Aia, 20 agosto 1904 – Sobibór, 3 marzo 1943) è stata una ginnasta olandese di origine ebraica, vittima dell'Olocausto.

## Biografia
Nel 1928 Judikje Simons ha vinto la medaglia d'oro olimpica per l'Olanda nella gara a squadre di ginnastica. L'allenatore Gerrit Kleerekoper e cinque delle 12 atlete della squadra di ginnastica olandese erano di origine ebraica: Estella Agsteribbe, Helena Nordheim, Anna Polak, Elka de Levie, e Judikje Simons.
Dopo la carriera di ginnastica, Simons ha sposato nel 1935 Bernard Themans (1909-1943).
I due hanno lavorato nella Casa orfanotrofio ebraico ad Utrecht. Per le sue origini ebraiche, Simons fu deportata durante la seconda guerra mondiale e uccisa insieme al marito e ai figli Sonja di cinque anni, e Leon di tre anni nel campo di sterminio di Sobibór.
Nel 1997 Simons è stata inserita insieme alle altre ragazze della squadra, e all'allenatore Gerrit Kleerekoper, nell'International Jewish Sports Hall of Fame.